# La Espero
La Espero (lett. "La speranza") è una poesia composta da Ludwik Lejzer Zamenhof (1859-1917) il creatore della lingua esperanto. Fu pubblicata, insieme ad altre poesie in esperanto, per la prima volta e senza titolo, nel "Libro di testo completo sulla lingua internazionale Esperanto (per russi)", nel 1890. È considerata l'inno (ufficioso) del movimento esperantista. La musica fu composta intorno al 1909 da Félicien Menu de Ménil. Originariamente però lo stesso testo si cantava su una melodia dello svedese Claes A. Adelsköld del 1891. Versioni successive furono opera del francese Achille Motteau e del polacco Andrzej Koszewski.

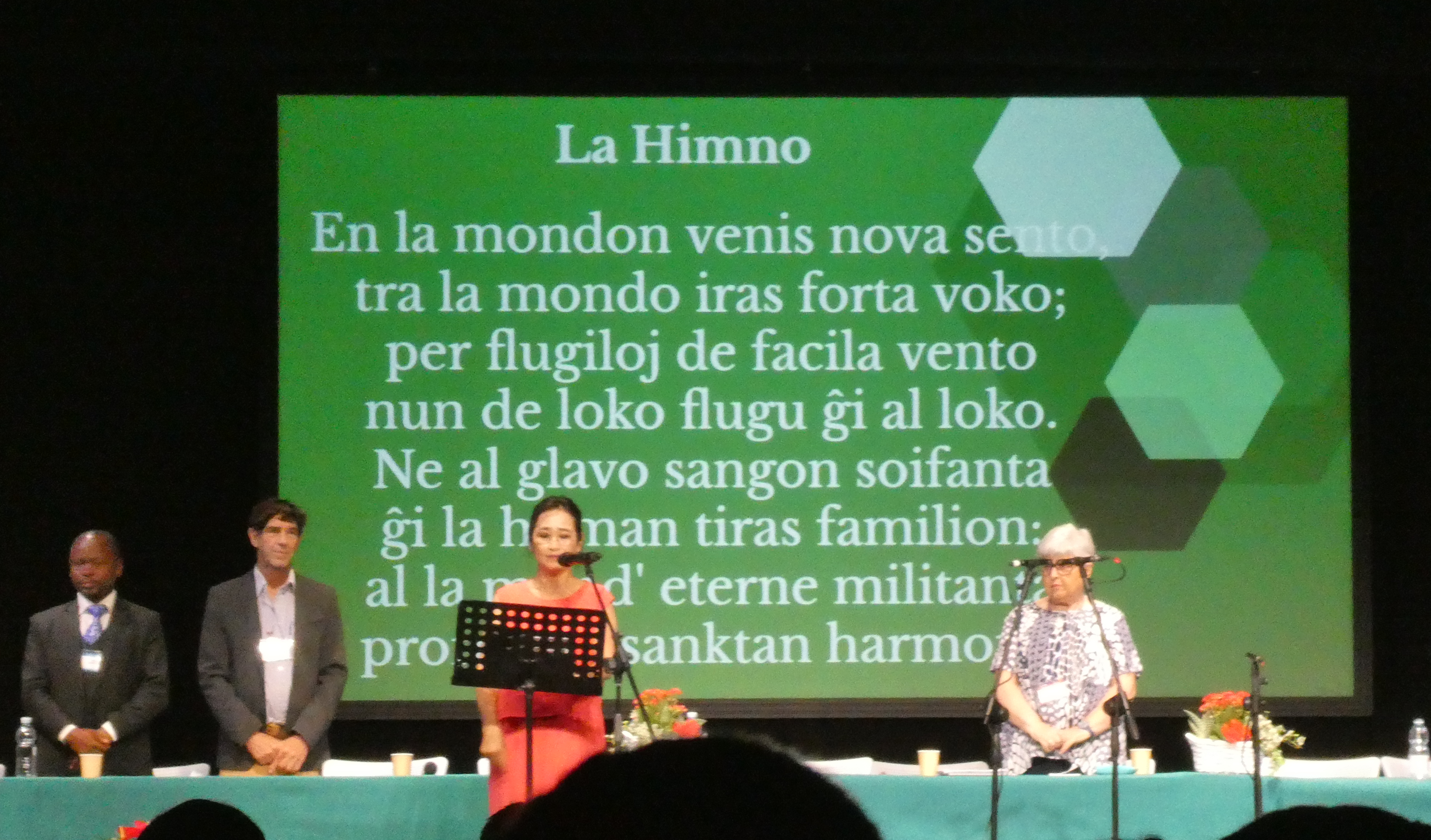
L'inno intonato in occasione del Congresso universale di esperanto del 2023, tenutosi a Torino.

Mai ufficializzato da un'istituzione esperantista, è tuttavia regolarmente usato nelle cerimonie di inaugurazione e chiusura di ogni Universala Kongreso. Nel 2001 l'inno è stato adottato nella Costituzione della Esperanta Civito.

## Testi e musica
| Testo in esperanto               | Traduzione                             |
| -------------------------------- | -------------------------------------- |
| En la mondon venis nova sento,   | Giunto è al mondo un nuovo sentimento, |
| tra la mondo iras forta voko;    | per il mondo va una forte chiamata;    |
| per flugiloj de facila vento     | sulle ali d'un prospero vento          |
| nun de loko flugu ĝi al loko.    | già s'invola e va di luogo in luogo.   |
| Ne al glavo sangon soifanta      | Alla spada di sangue assetata          |
| ĝi la homan tiras familion:      | non attira dell'uomo la genia:         |
| al la mond' eterne militanta     | già al mondo in eterna lotta           |
| ĝi promesas sanktan harmonion.   | fa promessa di santa armonia.          |
|                                  |                                        |
| Sub la sankta signo de l'espero  | Alle sante insegne di Speranza         |
| kolektiĝas pacaj batalantoj,     | si raccolgon di pace i combattenti     |
| kaj rapide kreskas la afero      | e veloce cresce la faccenda            |
| per laboro de la esperantoj.     | nel lavoro di color che speran.        |
| Forte staras muroj de miljaroj   | Forti s'ergon dei millenni i muri      |
| inter la popoloj dividitaj;      | tra i cento popoli divisi              |
| sed dissaltos la obstinaj baroj, | cederanno le barriere ostili           |
| per la sankta amo disbatitaj.    | dall'amore santo sfracellate.          |
|                                  |                                        |
| Sur neŭtrala lingva fundamento,  | Sulla base d'una lingua neutra,        |
| komprenante unu la alian,        | comprendendosi alfin l'un l'altro,     |
| la popoloj faros en konsento     | ecco i popoli diverranno               |
| unu grandan rondon familian.     | una sola grande famiglia.              |
| Nia diligenta kolegaro           | Non si stancan i nostri colleghi       |
| en laboro paca ne laciĝos,       | diligenti nel lavor di pace            |
| ĝis la bela sonĝo de l'homaro    | finché il sogno più bello dell'uomo    |
| por eterna ben' efektiviĝos.     | per l'eterno bene si realizzi.         |